# Овражное (Новосибирская область)
Овражное — исчезнувшая деревня в Болотнинском районе Новосибирской области. На момент упразднения входила в состав Егоровского сельсовета. Исключена из учётных данных в 1971 году.

## География
Располагалась на правом берегу реки Зелёная (приток Чебулы), в 7,5 км к юго-западу от деревни Чахлово.

## История
Посёлок Овражный был основан в 1907 г. В 1926 году состоял из 89 хозяйств. В административном отношении входил в состав Киевского сельсовета Болотнинского района Томского округа Сибирского края.
Решением Новосибирского облисполкома от 27.09.1971 г. № 650 деревня исключена из учётных данных как фактически не существующая.

## Население
По переписи 1926 г. в посёлке проживало 416 человек (196 мужчин и 220 женщин), основное население — белоруссы.